# Streptocephalus gracilis
Streptocephalus gracilis är en kräftdjursart som beskrevs av Georg Ossian Sars 1898. Streptocephalus gracilis ingår i släktet Streptocephalus och familjen Streptocephalidae. IUCN kategoriserar arten globalt som akut hotad. Inga underarter finns listade i Catalogue of Life.